# Breckenridge (Colorado)
Breckenridge és una població dels Estats Units, seu del comtat de Summit, a l'estat de Colorado. Segons el cens del 2000 tenia 2.408 habitants.

## Demografia
Segons el cens del 2000, Breckenridge tenia 2408 habitants, 1081 habitatges, i 380 famílies. La densitat de població era de 187,8 habitants per km².
Dels 1081 habitatges en un 13,4% hi vivien nens de menys de 18 anys, en un 27,9% hi vivien parelles casades, en un 4,3% dones solteres, i en un 64,8% no eren unitats familiars. En el 28,7% dels habitatges hi vivien persones soles el 0,8% de les quals corresponia a persones de 65 anys o més que vivien soles. El nombre mitjà de persones vivint en cada habitatge era de 2,16 i el nombre mitjà de persones que vivien en cada família era de 2,61.
Per edats la població es repartia de la següent manera: un 11,1% tenia menys de 18 anys, un 22,8% entre 18 i 24, un 45,3% entre 25 i 44, un 18,7% de 45 a 60 i un 2,1% 65 anys o més.
L'edat mediana era de 29 anys. Per cada 100 dones de 18 o més anys hi havia 164,2 homes.
La renda mediana per habitatge era de 43.938 $ i la renda mediana per família de 52.212 $. Els homes tenien una renda mediana de 29.571 $ mentre que les dones 27.917 $. La renda per capita de la població era de 29.675 $. Entorn del 5,2% de les famílies i el 8,8% de la població estaven per davall del llindar de pobresa.

## Poblacions més properes
El següent diagrama mostra les poblacions més properes.